# Mikuni Shimokawa Singles & Movies
『Mikuni Shimokawa Singles & Movies』（ミクニ・シモカワ シングルス・アンド・ムービーズ）は、下川みくにのベスト・アルバム。2005年8月18日にポニーキャニオンより発売された。品番はPCCA-02170。

## 内容
下川みくに初のベスト・アルバム。12thシングル「南風/もう一度君に会いたい」と同日にリリースされた。

## 収録曲
1. BELIEVER 〜旅立ちの歌〜
  - 1stシングル。
2. アドレナリン
  - 1stシングル。
3. If 〜もしも願いが叶うなら〜
  - 2ndシングル。
4. 2000EXPRESS
  - 3rdシングル。
5. surrender
  - 4thシングル。シングルバージョンはアルバム初収録。
6. Naked
  - 5thシングル。シングルバージョンはアルバム初収録。
7. Alone
  - 6thシングル。
8. tomorrow
  - 7thシングル。
9. 枯れない花
  - 7thシングル。
10. TRUE
  - 8thシングル。シングルバージョンはアルバム初収録。
11. たった、ひとつの
  - 8thシングル。シングルバージョンはアルバム初収録。
12. all the way
  - 9thシングル。
13. それが、愛でしょう
  - 10thシングル。
14. 君に吹く風
  - 10thシングル。
15. 悲しみに負けないで
  - 11thシングル。
16. KOHAKU
  - 11thシングル。シングルバージョンはアルバム初収録。
17. 初恋の君 -Live Recording Anniversary Live 2005.4.29-
作詞・作曲・編曲：松ヶ下宏之